# Tricimba radiata
Tricimba radiata är en tvåvingeart som först beskrevs av Curtis W. Sabrosky 1951.  Tricimba radiata ingår i släktet Tricimba och familjen fritflugor.
Artens utbredningsområde är Uganda. Inga underarter finns listade i Catalogue of Life.